# Список городов СССР в 1926 году
Список городов СССР по данным 1926 года. Жёлтым цветом выделены города, утратившие этот статус к настоящему времени.

## Белорусская ССР
| город        | статус в 1926 году                  | современный статус                        |
| ------------ | ----------------------------------- | ----------------------------------------- |
| Бобруйск     | Центр одноимённого округа           | Город, районный центр в Белоруссии        |
| Борисов      | Центр одноимённого округа           | Город, районный центр в Белоруссии        |
| Витебск      | Центр одноимённого округа           | Город, областной центр в Белоруссии       |
| Горки        | Районный центр в Оршанском округе   | Город, районный центр в Белоруссии        |
| Городок      | Районный центр в Витебском округе   | Город, районный центр в Белоруссии        |
| Дубровно     | Районный центр в Оршанском округе   | Город, районный центр в Белоруссии        |
| Жлобин       | Районный центр в Бобруйском округе  | Город, районный центр в Белоруссии        |
| Калинковичи  | Районный центр в Мозырском округе   | Город, районный центр в Белоруссии        |
| Климовичи    | Центр Калининского округа           | Город, районный центр в Белоруссии        |
| Лепель       | Районный центр в Борисовском округе | Город, районный центр в Белоруссии        |
| Минск        | Столица Белорусской ССР             | Город, столица Белоруссии                 |
| Могилёв      | Центр одноимённого округа           | Город, областной центр в Белоруссии       |
| Мозырь       | Центр одноимённого округа           | Город, районный центр в Белоруссии        |
| Мстиславль   | Районный центр в Калининском округе | Город, районный центр в Белоруссии        |
| Орша         | Центр одноимённого округа           | Город, районный центр в Белоруссии        |
| Петриков     | Районный центр в Мозырском округе   | Город, районный центр в Белоруссии        |
| Полоцк       | Центр одноимённого округа           | Город, районный центр в Белоруссии        |
| Рогачёв      | Районный центр в Бобруйском округе  | Город, районный центр в Белоруссии        |
| Сенно        | Районный центр в Витебском округе   | Город, районный центр в Белоруссии        |
| Слуцк        | Центр одноимённого округа           | Город, районный центр в Белоруссии        |
| Старый Быхов | Районный центр в Могилёвском округе | Быхов. Город, районный центр в Белоруссии |
| Чаусы        | Районный центр в Могилёвском округе | Город, районный центр в Белоруссии        |
| Червень      | Районный центр в Минском округе     | Город, районный центр в Белоруссии        |
| Чериков      | Районный центр в Калининском округе | Город, районный центр в Белоруссии        |
| Шклов        | Районный центр в Могилёвском округе | Город, районный центр в Белоруссии        |

## ЗСФСР

### Азербайджанская ССР
| город      | статус в 1926 году                   | современный статус                                       |
| ---------- | ------------------------------------ | -------------------------------------------------------- |
| Агдам      | Центр одноимённого уезда             | Город, районный центр в Азербайджане                     |
| Агдаш      | Центр одноимённого уезда             | Город, районный центр в Азербайджане                     |
| Баку       | Столица Азербайджанской ССР          | Город, столица Азербайджана                              |
| Ганджа     | Центр одноимённого уезда             | Гянджа. Город республиканского подчинения в Азербайджане |
| Геокчай    | Центр одноимённого уезда             | Город республиканского подчинения в Азербайджане         |
| Еленендорф | Участковый центр в Ганджинском уезде | Гёйгёль. Город, районный центр в Азербайджане            |
| Закаталы   | Центр одноимённого уезда             | Город, районный центр в Азербайджане                     |
| Казах      | Центр одноимённого уезда             | Город, районный центр в Азербайджане                     |
| Карягино   | Центр Джебраильского уезда           | Физули. Город, районный центр в Азербайджане             |
| Куба       | Центр одноимённого уезда             | Город, районный центр в Азербайджане                     |
| Ленкорань  | Центр одноимённого уезда             | Город республиканского подчинения в Азербайджане         |
| Нуха       | Центр одноимённого уезда             | Шеки. Город республиканского подчинения в Азербайджане   |
| Сальяны    | Центр одноимённого уезда             | Город, районный центр в Азербайджане                     |
| Шамхор     | Центр одноимённого уезда             | Шамкир. Город, районный центр в Азербайджане             |
| Шемаха     | Центр одноимённого уезда             | Город, районный центр в Азербайджане                     |

#### Нахичеванская АССР
| город      | статус в 1926 году     | современный статус                           |
| ---------- | ---------------------- | -------------------------------------------- |
| Нахичевань | Центр одноимённой АССР | Город, столица Нахичеванской АР, Азербайджан |

#### АО Нагорного Карабаха
| город       | статус в 1926 году          | современный статус        |
| ----------- | --------------------------- | ------------------------- |
| Степанакерт | Центр АО Нагорного Карабаха | Город в Нагорном Карабахе |

### Армянская ССР
| город       | статус в 1926 году           | современный статус                     |
| ----------- | ---------------------------- | -------------------------------------- |
| Вагаршапат  | Центр Эчмиадзинского уезда   | Город в Армении                        |
| Горис       | Центр Зангезурского уезда    | Город в Армении                        |
| Делижан     | Центр одноимённого уезда     | Дилижан. Город в Армении               |
| Караклис    | Центр Лори-Памбакского уезда | Ванадзор. Город в Армении, центр марза |
| Ленинакан   | Центр одноимённого уезда     | Гюмри. Город в Армении, центр марза    |
| Ново-Баязет | Центр одноимённого уезда     | Гавар. Город в Армении, центр марза    |
| Эривань     | Центр Армянской ССР          | Ереван. Город, столица Армении         |

### Грузинская ССР
| город      | статус в 1926 году                | современный статус                      |
| ---------- | --------------------------------- | --------------------------------------- |
| Ахалкалаки | Центр одноимённого уезда          | Город в Грузии                          |
| Ахалцых    | Центр одноимённого уезда          | Ахалцихе. Город, краевой центр в Грузии |
| Боржом     | Город в Горийском уезде           | Боржоми. Город в Грузии                 |
| Гори       | Центр одноимённого уезда          | Город, краевой центр в Грузии           |
| Душет      | Центр одноимённого уезда          | Душети. Город в Грузии                  |
| Зугдиды    | Центр одноимённого уезда          | Зугдиди. Город, краевой центр в Грузии  |
| Кутаис     | Центр одноимённого уезда          | Кутаиси. Город, краевой центр в Грузии  |
| Люксембург | Центр Борчалинского уезда         | Болниси. Город в Грузии                 |
| Озургеты   | Центр одноимённого уезда          | Озургети. Город в Грузии                |
| Они        | Центр Рачинского уезда            | Город в Грузии                          |
| Поти       | Город республиканского подчинения | Город в Грузии                          |
| Сенаки     | Центр одноимённого уезда          | Город в Грузии                          |
| Сигнах     | Центр одноимённого уезда          | Сигнахи. Город в Грузии                 |
| Телав      | Центр одноимённого уезда          | Телави. Город, краевой центр в Грузии   |
| Тифлис     | Центр Грузинской ССР              | Тбилиси. Город, столица Грузии          |
| Хашури     | Город в Горийском уезде           | Город в Грузии                          |
| Чиатуры    | Центр Шорапанского уезда          | Чиатура. Город в Грузии                 |
| Шаумян     | Город в Борчалинском уезде        | Шаумяни. пгт в Грузии                   |

#### Абхазская ССР
| город | статус в 1926 году  | современный статус |
| ----- | ------------------- | ------------------ |
| Сухум | Центр Абхазской ССР | Столица Абхазии    |

#### Аджарская АССР
| город | статус в 1926 году  | современный статус      |
| ----- | ------------------- | ----------------------- |
| Батум | Центр Аджарской ССР | Батуми. Столица Аджарии |

#### Юго-Осетинская АО
| город    | статус в 1926 году      | современный статус            |
| -------- | ----------------------- | ----------------------------- |
| Цхинвали | Центр Юго-Осетинской АО | Цхинвал. Столица Южной Осетии |

## РСФСР

### Амурская губерния
| город        | статус в 1926 году                    | современный статус                               |
| ------------ | ------------------------------------- | ------------------------------------------------ |
| Благовещенск | Центр одноимённой губернии            | Город, центр Амурской области, Россия            |
| Зея          | Волостной центр в Свободненском уезде | Город, районный центр в Амурской области, Россия |
| Свободный    | Центр одноимённого уезда              | Город, районный центр в Амурской области, Россия |

### Архангельская губерния
| город       | статус в 1926 году         | современный статус                                    |
| ----------- | -------------------------- | ----------------------------------------------------- |
| Архангельск | Центр одноимённой губернии | Город, центр Архангельской области, Россия            |
| Мезень      | Центр одноимённого уезда   | Город, районный центр в Архангельской области, Россия |
| Онега       | Центр одноимённого уезда   | Город, районный центр в Архангельской области, Россия |
| Шенкурск    | Центр одноимённого уезда   | Город, районный центр в Архангельской области, Россия |

### Астраханская губерния
| город     | статус в 1926 году         | современный статус                        |
| --------- | -------------------------- | ----------------------------------------- |
| Астрахань | Центр одноимённой губернии | Город, центр Астраханской области, Россия |

### Брянская губерния
| город     | статус в 1926 году                | современный статус                                |
| --------- | --------------------------------- | ------------------------------------------------- |
| Бежица    | Центр одноимённого уезда          | Вошёл в состав города Брянска                     |
| Брянск    | Центр одноимённой губернии        | Город, центр Бряннской области, Россия            |
| Жиздра    | Центр одноимённого уезда          | Город, районный центр в Калужской области, Россия |
| Карачев   | Центр одноимённого уезда          | Город, районный центр в Брянской области, Россия  |
| Почеп     | Центр одноимённого уезда          | Город, районный центр в Брянской области, Россия  |
| Севск     | Центр одноимённого уезда          | Город, районный центр в Брянской области, Россия  |
| Трубчевск | Волостной центр в Почепском уезде | Город, районный центр в Брянской области, Россия  |

### Владимирская губерния
| город                | статус в 1926 году                      | современный статус                                    |
| -------------------- | --------------------------------------- | ----------------------------------------------------- |
| Александров          | Центр одноимённого уезда                | Город, районный центр во Владимирской области, Россия |
| Владимир             | Центр одноимённой губернии              | Город, центр Владимирской области России              |
| Вязники              | Центр одноимённого уезда                | Город, районный центр во Владимирской области России  |
| Гороховец            | Волостной центр в Вязниковском уезде    | Город, районный центр во Владимирской области России  |
| Киржач               | Волостной центр в Александровском уезде | Город, районный центр во Владимирской области, Россия |
| Ковров               | Центр одноимённого уезда                | Город, районный центр во Владимирской области России  |
| Меленки              | Центр одноимённого уезда                | Город, районный центр во Владимирской области России  |
| Муром                | Центр одноимённого уезда                | Город, районный центр во Владимирской области России  |
| Переславль-Залесский | Центр одноимённого уезда                | Город, районный центр в Ярославской области России    |
| Судогда              | Центр одноимённого уезда                | Город, районный центр во Владимирской области России  |
| Суздаль              | Волостной центр во Владимирском уезде   | Город, районный центр во Владимирской области России  |

### Вологодская губерния
| город     | статус в 1926 году                  | современный статус                                    |
| --------- | ----------------------------------- | ----------------------------------------------------- |
| Вельск    | Центр одноимённого уезда            | Город, районный центр в Архангельской области, Россия |
| Вологда   | Центр одноимённой губернии          | Город, центр Вологодской области, Россия              |
| Грязовец  | Волостной центр в Вологодском уезде | Город, районный центр в Вологодской области, Россия   |
| Каргополь | Центр одноимённого уезда            | Город в Архангельской области, Россия                 |
| Тотьма    | Центр одноимённого уезда            | Город, районный центр в Вологодской области России    |

### Воронежская губерния
| город        | статус в 1926 году                  | современный статус                                  |
| ------------ | ----------------------------------- | --------------------------------------------------- |
| Бобров       | Центр одноимённого уезда            | Город, районный центр в Воронежской области, Россия |
| Богучар      | Центр одноимённого уезда            | Город, районный центр в Воронежской области России  |
| Бутурлиновка | Волостной центр в Бобровском уезде  | Город, районный центр в Воронежской области, Россия |
| Валуйки      | Центр одноимённого уезда            | Город, районный центр в Белгородской области России |
| Воронеж      | Центр одноимённой губернии          | Город, центр Воронежской области России             |
| Задонск      | Волостной центр в Воронежском уезде | Город, районный центр в Липецкой области России     |
| Новохопёрск  | Центр одноимённого уезда            | Город, районный центр в Воронежской области России  |
| Острогожск   | Центр одноимённого уезда            | Город, районный центр в Воронежской области России  |
| Россошь      | Центр одноимённого уезда            | Город, районный центр в Воронежской области России  |
| Усмань       | Центр одноимённого уезда            | Город, районный центр в Липецкой области России     |

### Вятская губерния
| город      | статус в 1926 году               | современный статус                                       |
| ---------- | -------------------------------- | -------------------------------------------------------- |
| Вятка      | Центр одноимённой губернии       | Киров. Город, центр Кировской области, Россия            |
| Котельнич  | Центр одноимённого уезда         | Город, районный центр в Кировской области, Россия        |
| Малмыж     | Центр одноимённого уезда         | Город, районный центр в Кировской области, Россия        |
| Нолинск    | Центр одноимённого уезда         | Город, районный центр в Кировской области, Россия        |
| Омутнинск  | Центр одноимённого уезда         | Город, районный центр в Кировской области, Россия        |
| Слободской | Центр одноимённого уезда         | Город, районный центр в Кировской области, Россия        |
| Советск    | Волостной центр в Яранском уезде | Город, районный центр в Кировской области, Россия        |
| Уржум      | Центр одноимённого уезда         | Город, районный центр в Кировской области, Россия        |
| Халтурин   | Центр одноимённого уезда         | Орлов. Город, районный центр в Кировской области, Россия |
| Яранск     | Центр одноимённого уезда         | Город, районный центр в Кировской области, Россия        |

### Гомельская губерния
| город      | статус в 1926 году                    | современный статус                                     |
| ---------- | ------------------------------------- | ------------------------------------------------------ |
| Ветка      | Волостной центр Гомельского уезда     | Город, районный центр в Гомельской области, Белоруссия |
| Гомель     | Центр одноимённой губернии            | Город, центр Гомельской области, Белоруссия            |
| Злынка     | Волостной центр Новозыбковского уезда | Город, районный центр в Брянской области, Россия       |
| Клинцы     | Центр одноимённого уезда              | Город, районный центр в Брянской области, Россия       |
| Мглин      | Волостной центр Клинцовского уезда    | Город, районный центр в Брянской области, Россия       |
| Новозыбков | Центр одноимённого уезда              | Город, районный центр в Брянской области, Россия       |
| Речица     | Центр одноимённого уезда              | Город, районный центр в Гомельской области, Белоруссия |
| Стародуб   | Центр одноимённого уезда              | Город, районный центр в Брянской области, Россия       |
| Сураж      | Волостной центр Клинцовского уезда    | Город, районный центр в Брянской области, Россия       |

### Забайкальская губерния
| город            | статус в 1926 году           | современный статус                                                         |
| ---------------- | ---------------------------- | -------------------------------------------------------------------------- |
| Нерчинск         | Центр одноимённого уезда     | Город, районный центр в Забайкальском крае, Россия                         |
| Петровский Завод | Центр одноимённого уезда     | Петровск-Забайкальский. Город, районный центр в Забайкальском крае, Россия |
| Сретенск         | Центр одноимённого уезда     | Город, районный центр в Забайкальском крае, Россия                         |
| Чита             | Центр Забайкальской губернии | Город, центр Забайкальского края, Россия                                   |

### Иваново-Вознесенская губерния
| город              | статус в 1926 году                           | современный статус                                           |
| ------------------ | -------------------------------------------- | ------------------------------------------------------------ |
| Вичуга             | Волостной центр в Кинешемском уезде          | Город, районный центр в Ивановской области, Россия           |
| Гаврилов Посад     | Волостной центр Юрьев-Польского уезда        | Город, районный центр в Ивановской области, Россия           |
| Иваново-Вознесенск | Центр одноимённой губернии                   | Иваново. Город, центр Ивановской области, Россия             |
| Кинешма            | Центр одноимённого уезда                     | Город, районный центр в Ивановской области, Россия           |
| Кохма              | Волостной центр в Иваново-Вознесенском уезде | Город областного подчинения в Ивановской области, Россия     |
| Макарьев           | Центр одноимённого уезда                     | Город, районный центр в Костромской области, Россия          |
| Плёс               | Волостной центр в Середском уезде            | Город в Ивановской области, Россия                           |
| Пучеж              | Волостной центр Юрьевецкого уезда            | Город, районный центр в Ивановской области, Россия           |
| Родники            | Центр одноимённого района                    | Город, районный центр в Ивановской области, Россия           |
| Середа             | Центр одноимённого уезда                     | Фурманов. Город, районный центр в Ивановской области, Россия |
| Тейково            | Центр одноимённого уезда                     | Город, районный центр в Ивановской области, Россия           |
| Шуя                | Центр одноимённого уезда                     | Город, районный центр в Ивановской области, Россия           |
| Южа                | Волостной центр Шуйского уезда               | Город, районный центр в Ивановской области, Россия           |
| Юрьевец            | Центр одноимённого уезда                     | Город, районный центр в Ивановской области, Россия           |
| Юрьев-Польский     | Центр одноимённого уезда                     | Город, районный центр во Владимирской области, Россия        |

### Калужская губерния
| город         | статус в 1926 году                       | современный статус                                |
| ------------- | ---------------------------------------- | ------------------------------------------------- |
| Боровск       | Волостной центр в Малоярославецком уезде | Город, районный центр в Калужской области, Россия |
| Калуга        | Центр одноимённой губернии               | Город, центр Калужской области, Россия            |
| Козельск      | Центр одноимённого уезда                 | Город, районный центр в Калужской области, Россия |
| Лихвин        | Центр одноимённого уезда                 | Чекалин. Город в Тульской области, Россия         |
| Малоярославец | Центр одноимённого уезда                 | Город, районный центр в Калужской области, Россия |
| Медынь        | Центр одноимённого уезда                 | Город, районный центр в Калужской области, Россия |
| Мещовск       | Центр одноимённого уезда                 | Город, районный центр в Калужской области, Россия |
| Мосальск      | Центр одноимённого уезда                 | Город, районный центр в Калужской области, Россия |
| Спас-Деменск  | Центр одноимённого уезда                 | Город, районный центр в Калужской области, Россия |
| Сухиничи      | Волостной центр в Козельском уезде       | Город, районный центр в Калужской области, Россия |
| Таруса        | Центр одноимённого уезда                 | Город, районный центр в Калужской области, Россия |
| Юхнов         | Центр одноимённого уезда                 | Город, районный центр в Калужской области, Россия |

### Камчатская губерния
| город                    | статус в 1926 году        | современный статус                             |
| ------------------------ | ------------------------- | ---------------------------------------------- |
| Охотск                   | Центр одноимённого уезда  | Пгт, районный центр в Хабаровском крае, Россия |
| Петропавловск-Камчатский | Центр Камчатской губернии | Город, центр Камчатского края, Россия          |

### Костромская губерния
| город     | статус в 1926 году         | современный статус                                  |
| --------- | -------------------------- | --------------------------------------------------- |
| Буй       | Центр одноимённого уезда   | Город, районный центр в Костромской области, Россия |
| Галич     | Центр одноимённого уезда   | Город, районный центр в Костромской области, Россия |
| Кологрив  | Центр одноимённого уезда   | Город, районный центр в Костромской области, Россия |
| Кострома  | Центр одноимённой губернии | Город, центр Костромской области, Россия            |
| Нерехта   | Центр одноимённого уезда   | Город, районный центр в Костромской области, Россия |
| Солигалич | Центр одноимённого уезда   | Город, районный центр в Костромской области, Россия |
| Чухлома   | Центр одноимённого уезда   | Город, районный центр в Костромской области, Россия |

### Курская губерния
| город        | статус в 1926 году                   | современный статус                                   |
| ------------ | ------------------------------------ | ---------------------------------------------------- |
| Белгород     | Центр одноимённого уезда             | Город, центр Белгородской области, Россия            |
| Грайворон    | Центр одноимённого уезда             | Город, районный центр в Белгородской области, Россия |
| Дмитриев     | Волостной центр в Льговском уезде    | Город, районный центр в Курской области, Россия      |
| Короча       | Волостной центр в Белгородском уезде | Город, районный центр в Белгородской области, Россия |
| Курск        | Центр одноимённой губернии           | Город, центр Курской области, Россия                 |
| Льгов        | Центр одноимённого уезда             | Город, районный центр в Курской области, Россия      |
| Новый Оскол  | Центр одноимённого уезда             | Город, районный центр в Белгородской области, Россия |
| Обоянь       | Волостной центр в Курском уезде      | Город, районный центр в Курской области, Россия      |
| Путивль      | Волостной центр в Рыльском уезде     | Город, районный центр в Сумской области, Украина     |
| Рыльск       | Центр одноимённого уезда             | Город, районный центр в Курской области, Россия      |
| Старый Оскол | Центр одноимённого уезда             | Город, районный центр в Белгородской области, Россия |
| Суджа        | Волостной центр в Льговском уезде    | Город, районный центр в Курской области, Россия      |
| Фатеж        | Волостной центр в Курском уезде      | Город, районный центр в Курской области, Россия      |
| Щигры        | Центр одноимённого уезда             | Город, районный центр в Курской области, Россия      |

### Ленинградская губерния
| город         | статус в 1926 году                        | современный статус                                             |
| ------------- | ----------------------------------------- | -------------------------------------------------------------- |
| Вытегра       | Центр одноимённого уезда                  | Город, районный центр в Вологодской области, Россия            |
| Гдов          | Центр одноимённого уезда                  | Город, районный центр в Псковской области, Россия              |
| Детское Село  | Город уездного подчинения в Троцком уезде | Пушкин. Вошёл в состав города Санкт-Петербурга                 |
| Кингисепп     | Центр одноимённого уезда                  | Город, районный центр в Ленинградской области, Россия          |
| Колпино       | Районный центр в Ленинградском уезде      | Вошёл в состав города Санкт-Петербурга                         |
| Красное Село  | Волостной центр в Троцком уезде           | Вошёл в состав города Санкт-Петербурга                         |
| Кронштадт     | Город губернского подчинения              | Вошёл в состав города Санкт-Петербурга                         |
| Ленинград     | Центр одноимённой губернии                | Санкт-Петербург. Город федерального значения, Россия           |
| Лодейное Поле | Центр одноимённого уезда                  | Город, районный центр в Ленинградской области, Россия          |
| Луга          | Центр одноимённого уезда                  | Город, районный центр в Ленинградской области, Россия          |
| Новая Ладога  | Центр Волховского уезда                   | Город, районный центр в Ленинградской области, Россия          |
| Ораниенбаум   | Волостной центр в Троцком уезде           | Ломоносов. Вошёл в состав города Санкт-Петербурга              |
| Петергоф      | Город уездного подчинения в Троцком уезде | Вошёл в состав города Санкт-Петербурга                         |
| Сестрорецк    | Районный центр в Ленинградском уезде      | Вошёл в состав города Санкт-Петербурга                         |
| Слуцк         | Волостной центр в Троцком уезде           | Павловск. Вошёл в состав города Санкт-Петербурга               |
| Троцк         | Центр одноимённого уезда                  | Гатчина. Город, районный центр в Ленинградской области, Россия |
| Урицк         | Волостной центр в Ленинградском уезде     | Вошёл в состав города Санкт-Петербурга                         |
| Шлиссельбург  | Районный центр в Ленинградском уезде      | Город в Ленинградской области, Россия                          |

### Московская губерния
| город            | статус в 1926 году                            | современный статус                                                |
| ---------------- | --------------------------------------------- | ----------------------------------------------------------------- |
| Богородск        | Центр одноимённого уезда                      | Ногинск. Город, районный центр в Московской области, Россия       |
| Бронницы         | Волостной центр в одноимённом уезде           | Город областного подчинения в Московской области, Россия          |
| Верея            | Волостной центр в Можайском уезде             | Город в Московской области, Россия                                |
| Волоколамск      | Центр одноимённого уезда                      | Город, районный центр в Московской области, Россия                |
| Воскресенск      | Центр одноимённого уезда                      | Истра. Город, районный центр в Московской области, Россия         |
| Дмитров          | Центр одноимённого уезда                      | Город, районный центр в Московской области, Россия                |
| Егорьевск        | Центр одноимённого уезда                      | Город, районный центр в Московской области, Россия                |
| Звенигород       | Центр одноимённого уезда                      | Город областного подчинения в Московской области, Россия          |
| Кашира           | Центр одноимённого уезда                      | Город, районный центр в Московской области, Россия                |
| Клин             | Центр одноимённого уезда                      | Город, районный центр в Московской области, Россия                |
| Коломна          | Центр одноимённого уезда                      | Город, районный центр в Московской области, Россия                |
| Кунцево          | Город уездного подчинения в Московском уезде  | Вошёл в состав города Москвы                                      |
| Кусково          | Город уездного подчинения в Московском уезде  | Вошёл в состав города Перово                                      |
| Ленинск          | Центр одноимённого уезда                      | Талдом. Город, районный центр в Московской области, Россия        |
| Лосиноостровск   | Город уездного подчинения в Московском уезде  | Вошёл в состав города Москвы                                      |
| Люберцы          | Волостной центр в Московском уезде            | Город, районный центр в Московской области, Россия                |
| Люблино          | Город уездного подчинения в Московском уезде  | Вошёл в состав города Москвы                                      |
| Можайск          | Центр одноимённого уезда                      | Город, районный центр в Московской области, Россия                |
| Москва           | Столица СССР                                  | Город, столица России                                             |
| Мытищи           | Город уездного подчинения в Московском уезде  | Город, районный центр в Московской области, Россия                |
| Озёры            | Город уездного подчинения в Коломенском уезде | Город, районный центр в Московской области, Россия                |
| Орехово-Зуево    | Центр одноимённого уезда                      | Город, районный центр в Московской области, Россия                |
| Павловский Посад | Волостной центр в Богородском уезде           | Город, районный центр в Московской области, Россия                |
| Перово           | Город уездного подчинения в Московском уезде  | Вошёл в состав города Москвы                                      |
| Подольск         | Центр одноимённого уезда                      | Город, районный центр в Московской области, Россия                |
| Покров           | Волостной центр в Орехово-Зуевском уезде      | Город во Владимирской области, Россия                             |
| Пушкино          | Город уездного подчинения в Московском уезде  | Город, районный центр в Московской области, Россия                |
| Руза             | Волостной центр в Можайском уезде             | Город, районный центр в Московской области, Россия                |
| Сергиев          | Центр одноимённого уезда                      | Сергиев Посад. Город, районный центр в Московской области, Россия |
| Серпухов         | Центр одноимённого уезда                      | Город, районный центр в Московской области, Россия                |
| Щёлково          | Волостной центр в Московском уезде            | Город, районный центр в Московской области, Россия                |

### Мурманская губерния
| город         | статус в 1926 году         | современный статус                                                 |
| ------------- | -------------------------- | ------------------------------------------------------------------ |
| Александровск | Волостной центр            | Полярный. Город областного подчинения в Мурманской области, Россия |
| Кола          | Волостной центр            | Город, районный центр в Мурманской области, Россия                 |
| Мурманск      | Центр одноимённой губернии | Город, центр Мурманской области, Россия                            |

### Нижегородская губерния
| город           | статус в 1926 году                 | современный статус                                    |
| --------------- | ---------------------------------- | ----------------------------------------------------- |
| Арзамас         | Центр одноимённого уезда           | Город, районный центр в Нижегородской области, Россия |
| Балахна         | Центр одноимённого района          | Город, районный центр в Нижегородской области, Россия |
| Богородск       | Волостной центр в Павловском уезде | Город, районный центр в Нижегородской области, Россия |
| Ветлуга         | Центр одноимённого уезда           | Город, районный центр в Нижегородской области, Россия |
| Горбатов        | Волостной центр в Павловском уезде | Город в Нижегородской области, Россия                 |
| Городец         | Центр одноимённого уезда           | Город, районный центр в Нижегородской области, Россия |
| Канавино        | Центр одноимённого района          | Вошёл в состав Нижнего Новгорода                      |
| Лукоянов        | Центр одноимённого уезда           | Город, районный центр в Нижегородской области, Россия |
| Лысково         | Центр одноимённого уезда           | Город, районный центр в Нижегородской области, Россия |
| Нижний Новгород | Центр одноимённой губернии         | Город, центр Нижегородской области, Россия            |
| Павлово         | Центр одноимённого уезда           | Город, районный центр в Нижегородской области, Россия |
| Семёнов         | Центр одноимённого уезда           | Город, районный центр в Нижегородской области, Россия |
| Сергач          | Центр одноимённого уезда           | Город, районный центр в Нижегородской области, Россия |
| Сормово         | Центр одноимённого района          | Вошёл в состав Нижнего Новгорода                      |

### Новгородская губерния
| город        | статус в 1926 году                   | современный статус                                          |
| ------------ | ------------------------------------ | ----------------------------------------------------------- |
| Боровичи     | Центр одноимённого уезда             | Город, районный центр в Новгородской области, Россия        |
| Валдай       | Центр одноимённого уезда             | Город, районный центр в Новгородской области, Россия        |
| Демянск      | Центр одноимённого уезда             | Пгт, районный центр в Новгородской области, Россия          |
| Любань       | Волостной центр в Новгородском уезде | Город в Тосненском районе Ленинградской области, Россия     |
| Малая Вишера | Центр одноимённого уезда             | Город, районный центр в Новгородской области, Россия        |
| Новгород     | Центр одноимённого уезда             | Великий Новгород. Город, центр Новгородской области, Россия |
| Старая Русса | Центр одноимённого уезда             | Город, районный центр в Новгородской области, Россия        |

### Оренбургская губерния
| город          | статус в 1926 году                   | современный статус                                               |
| -------------- | ------------------------------------ | ---------------------------------------------------------------- |
| Илецкая Защита | Волостной центр в Оренбургском уезде | Соль-Илецк. Город, районный центр в Оренбургской области, Россия |
| Каширинск      | Центр одноимённого уезда             | Октябрьское. Село, районный центр в Оренбургской области, Россия |
| Оренбург       | Центр одноимённой губернии           | Город, центр Оренбургской области, Россия                        |
| Орск           | Центр одноимённого уезда             | Город областного подчинения в Оренбургской области, Россия       |

### Орловская губерния
| город           | статус в 1926 году                | современный статус                                |
| --------------- | --------------------------------- | ------------------------------------------------- |
| Болхов          | Центр одноимённого уезда          | Город, районный центр в Орловской области, Россия |
| Дмитровск       | Центр одноимённого уезда          | Город, районный центр в Орловской области, Россия |
| Елец            | Центр одноимённого уезда          | Город, районный центр в Липецкой области, Россия  |
| Ливны           | Центр одноимённого уезда          | Город, районный центр в Орловской области, Россия |
| Малоархангельск | Центр одноимённого уезда          | Город, районный центр в Орловской области, Россия |
| Мценск          | Волостной центр в Орловском уезде | Город, районный центр в Орловской области, Россия |
| Новосиль        | Центр одноимённого уезда          | Город, районный центр в Орловской области, Россия |
| Орёл            | Центр одноимённой губернии        | Город, центр Орловской области, Россия            |

### Пензенская губерния
| город          | статус в 1926 году                       | современный статус                                            |
| -------------- | ---------------------------------------- | ------------------------------------------------------------- |
| Городище       | Центр одноимённого уезда                 | Город, районный центр в Пензенской области, Россия            |
| Инсар          | Волостной центр в Рузаевском уезде       | Город, районный центр в Мордовии, Россия                      |
| Керенск        | Волостной центр в Спасском уезде         | Вадинск. Село, районный центр в Пензенской области, Россия    |
| Краснослободск | Центр одноимённого уезда                 | Город, районный центр в Мордовии, Россия                      |
| Наровчат       | Волостной центр в Спасском уезде         | Село, районный центр в Пензенской области, Россия             |
| Нижний Ломов   | Центр одноимённого уезда                 | Город, районный центр в Пензенской области, Россия            |
| Пенза          | Центр одноимённой губернии               | Город, центр Пензенской области, Россия                       |
| Саранск        | Центр одноимённого уезда                 | Город, центр Республики Мордовия, Россия                      |
| Спасск         | Центр одноимённого уезда                 | Город, районный центр в Пензенской области, Россия            |
| Темников       | Волостной центр в Краснослободском уезде | Город, районный центр в Мордовии, Россия                      |
| Чембар         | Центр одноимённого уезда                 | Белинский. Город, районный центр в Пензенской области, Россия |

### Приморская губерния
| город                | статус в 1926 году        | современный статус                                              |
| -------------------- | ------------------------- | --------------------------------------------------------------- |
| Владивосток          | Центр Приморской губернии | Город, центр Приморского края, Россия                           |
| Иман                 | Центр одноимённого уезда  | Дальнереченск. Город, районный центр в Приморском крае, Россия  |
| Николаевск-на-Амуре  | Центр одноимённого уезда  | Город, районный центр в Хабаровском крае, Россия                |
| Никольск-Уссурийский | Центр одноимённого уезда  | Уссурийск. Город, районный центр в Приморском крае, Россия      |
| Спасск               | Центр одноимённого уезда  | Спасск-Дальний. Город, районный центр в Приморском крае, Россия |
| Хабаровск            | Центр одноимённого уезда  | Город, центр Хабаровского края, Россия                          |

#### островСахалин
| город         | статус в 1926 году    | современный статус                                                             |
| ------------- | --------------------- | ------------------------------------------------------------------------------ |
| Александровск | Центр острова Сахалин | Александровск-Сахалинский. Город, районный центр в Сахалинской области, Россия |

### Псковская губерния
| город          | статус в 1926 году                   | современный статус                                   |
| -------------- | ------------------------------------ | ---------------------------------------------------- |
| Велиж          | Центр одноимённого уезда             | Город, районный центр в Смоленской области, Россия   |
| Великие Луки   | Центр одноимённого уезда             | Город, районный центр в Псковской области, Россия    |
| Дно            | Волостной центр в Порховском уезде   | Город, районный центр в Псковской области, Россия    |
| Невель         | Центр одноимённого уезда             | Город, районный центр в Псковской области, Россия    |
| Новоржев       | Центр одноимённого уезда             | Город, районный центр в Псковской области, Россия    |
| Новосокольники | Волостной центр в Великолуцком уезде | Город, районный центр в Псковской области, Россия    |
| Опочка         | Центр одноимённого уезда             | Город, районный центр в Псковской области, Россия    |
| Остров         | Центр одноимённого уезда             | Город, районный центр в Псковской области, Россия    |
| Порхов         | Центр одноимённого уезда             | Город, районный центр в Псковской области, Россия    |
| Псков          | Центр одноимённой губернии           | Город, центр Псковской области, Россия               |
| Пустошка       | Волостной центр в Себежском уезде    | Город, районный центр в Псковской области, Россия    |
| Себеж          | Центр одноимённого уезда             | Город, районный центр в Псковской области, Россия    |
| Сольцы         | Волостной центр в Порховском уезде   | Город, районный центр в Новгородской области, Россия |
| Торопец        | Центр одноимённого уезда             | Город, районный центр в Тверской области, Россия     |
| Холм           | Центр одноимённого уезда             | Город, районный центр в Новгородской области, Россия |

### Рязанская губерния
| город        | статус в 1926 году                    | современный статус                                                  |
| ------------ | ------------------------------------- | ------------------------------------------------------------------- |
| Данков       | Волостной центр в Раненбургском уезде | Город, районный центр в Липецкой области, Россия                    |
| Елатьма      | Волостной центр в Касимовском уезде   | Пгт в Рязанской области, Россия                                     |
| Зарайск      | Центр одноимённого уезда              | Город, районный центр в Московской области, Россия                  |
| Кадом        | Волостной центр в Сасовском уезде     | Пгт, районный центр в Рязанской области, Россия                     |
| Касимов      | Центр одноимённого уезда              | Город, районный центр в Рязанской области, Россия                   |
| Михайлов     | Волостной центр в Скопинском уезде    | Город, районный центр в Рязанской области, Россия                   |
| Пронск       | Волостной центр в Скопинском уезде    | Пгт, районный центр в Рязанской области, Россия                     |
| Раненбург    | Центр одноимённого уезда              | Чаплыгин. Город, районный центр в Липецкой области, Россия          |
| Ряжск        | Центр одноимённого уезда              | Город, районный центр в Рязанской области, Россия                   |
| Рязань       | Центр одноимённой губернии            | Город, центр Рязанской области, Россия                              |
| Сапожок      | Волостной центр в Ряжском уезде       | Пгт, районный центр в Рязанской области, Россия                     |
| Скопин       | Центр одноимённого уезда              | Город, районный центр в Рязанской области, Россия                   |
| Спас-Клепики | Волостной центр в Рязанском уезде     | Город, районный центр в Рязанской области, Россия                   |
| Спасск       | Центр одноимённого уезда              | Спасск-Рязанский. Город, районный центр в Рязанской области, Россия |
| Шацк         | Волостной центр в Сасовском уезде     | Город, районный центр в Рязанской области, Россия                   |

### Самарская губерния
| город      | статус в 1926 году                  | современный статус                                                |
| ---------- | ----------------------------------- | ----------------------------------------------------------------- |
| Балаково   | Волостной центр в Пугачёвском уезде | Город, районный центр в Саратовской области, Россия               |
| Бугуруслан | Центр одноимённого уезда            | Город, районный центр в Оренбургской области, Россия              |
| Бузулук    | Центр одноимённого уезда            | Город, районный центр в Оренбургской области, Россия              |
| Мелекесс   | Центр одноимённого уезда            | Димитровград. Город, районный центр в Ульяновской области, Россия |
| Пугачёв    | Центр одноимённого уезда            | Город, районный центр в Саратовской области, Россия               |
| Самара     | Центр одноимённой губернии          | Город, центр Самарской области, Россия                            |
| Троцк      | Город в Самарском уезде             | Чапаевск. Город областного подчинения в Самарской области, Россия |

### Саратовская губерния
| город      | статус в 1926 году                 | современный статус                                    |
| ---------- | ---------------------------------- | ----------------------------------------------------- |
| Аткарск    | Центр одноимённого уезда           | Город, районный центр в Саратовской области, Россия   |
| Балашов    | Центр одноимённого уезда           | Город, районный центр в Саратовской области, Россия   |
| Вольск     | Центр одноимённого уезда           | Город, районный центр в Саратовской области, Россия   |
| Камышин    | Центр одноимённого уезда           | Город, районный центр в Волгоградской области, Россия |
| Кузнецк    | Центр одноимённого уезда           | Город, районный центр в Пензенской области, Россия    |
| Новоузенск | Центр одноимённого уезда           | Город, районный центр в Саратовской области, Россия   |
| Петровск   | Центр одноимённого уезда           | Город, районный центр в Саратовской области, Россия   |
| Ртищево    | Волостной центр в Сердобском уезде | Город, районный центр в Саратовской области, Россия   |
| Саратов    | Центр одноимённой губернии         | Город, центр Саратовской области, Россия              |
| Сердобск   | Центр одноимённого уезда           | Город, районный центр в Пензенской области, Россия    |
| Хвалынск   | Волостной центр в Вольском уезде   | Город, районный центр в Саратовской области, Россия   |

### Северо-Двинская губерния
| город         | статус в 1926 году             | современный статус                                    |
| ------------- | ------------------------------ | ----------------------------------------------------- |
| Великий Устюг | Центр Северо-Двинской губернии | Город, районный центр в Вологодской области, Россия   |
| Котлас        | Центр одноимённого района      | Город, районный центр в Архангельской области, Россия |
| Никольск      | Центр одноимённого района      | Город, районный центр в Вологодской области, Россия   |
| Сольвычегодск | Центр одноимённого района      | Город в Архангельской области, Россия                 |

### Смоленская губерния
| город     | статус в 1926 году                | современный статус                                          |
| --------- | --------------------------------- | ----------------------------------------------------------- |
| Белый     | Центр одноимённого уезда          | Город, районный центр в Тверской области, Россия            |
| Вязьма    | Центр одноимённого уезда          | Город, районный центр в Смоленской области, Россия          |
| Гжатск    | Центр одноимённого уезда          | Гагарин. Город, районный центр в Смоленской области, Россия |
| Демидов   | Центр одноимённого уезда          | Город, районный центр в Смоленской области, Россия          |
| Дорогобуж | Центр одноимённого уезда          | Город, районный центр в Смоленской области, Россия          |
| Духовщина | Волостной центр в Ярцевском уезде | Город, районный центр в Смоленской области, Россия          |
| Ельня     | Центр одноимённого уезда          | Город, районный центр в Смоленской области, Россия          |
| Рославль  | Центр одноимённого уезда          | Город, районный центр в Смоленской области, Россия          |
| Смоленск  | Центр одноимённой губернии        | Город, центр Смоленской области, Россия                     |
| Сычёвка   | Центр одноимённого уезда          | Город, районный центр в Смоленской области, Россия          |
| Ярцево    | Центр одноимённого уезда          | Город, районный центр в Смоленской области, Россия          |

### Сталинградская губерния
| город      | статус в 1926 году                     | современный статус                                    |
| ---------- | -------------------------------------- | ----------------------------------------------------- |
| Дубовка    | Волостной центр в Сталинградском уезде | Город, районный центр в Волгоградской области, Россия |
| Сталинград | Центр одноимённой губернии             | Волгоград. Город, центр Волгоградской области, Россия |

### Тамбовская губерния
| город        | статус в 1926 году               | современный статус                                            |
| ------------ | -------------------------------- | ------------------------------------------------------------- |
| Борисоглебск | Центр одноимённого уезда         | Город, районный центр в Воронежской области, Россия           |
| Кирсанов     | Центр одноимённого уезда         | Город, районный центр в Тамбовской области, Россия            |
| Козлов       | Центр одноимённого уезда         | Мичуринск. Город, районный центр в Тамбовской области, Россия |
| Лебедянь     | Волостной центр в Липецком уезде | Город, районный центр в Липецкой области, Россия              |
| Липецк       | Центр одноимённого уезда         | Город, центр Липецкой области, Россия                         |
| Моршанск     | Центр одноимённого уезда         | Город, районный центр в Тамбовской области, Россия            |
| Тамбов       | Центр одноимённого уезда         | Город, центр Тамбовской области, Россия                       |

### Тверская губерния
| город          | статус в 1926 году                   | современный статус                               |
| -------------- | ------------------------------------ | ------------------------------------------------ |
| Бежецк         | Центр одноимённого уезда             | Город, районный центр в Тверской области, Россия |
| Красный Холм   | Волостной центр в Бежецком уезде     | Город, районный центр в Тверской области, Россия |
| Весьегонск     | Центр одноимённого уезда             | Город, районный центр в Тверской области, Россия |
| Зубцов         | Волостной центр в Ржевском уезде     | Город, районный центр в Тверской области, Россия |
| Вышний Волочёк | Центр одноимённого уезда             | Город, районный центр в Тверской области, Россия |
| Калязин        | Волостной центр в Кашинском уезде    | Город, районный центр в Тверской области, Россия |
| Кашин          | Центр одноимённого уезда             | Город, районный центр в Тверской области, Россия |
| Кимры          | Центр одноимённого уезда             | Город, районный центр в Тверской области, Россия |
| Корчева        | Волостной центр в Кимрском уезде     | Затоплен водами Иваньковского водохранилища      |
| Лихославль     | Волостной центр в Новоторжском уезде | Город, районный центр в Тверской области, Россия |
| Осташков       | Центр одноимённого уезда             | Город, районный центр в Тверской области, Россия |
| Ржев           | Центр одноимённого уезда             | Город, районный центр в Тверской области, Россия |
| Старица        | Волостной центр в Ржевском уезде     | Город, районный центр в Тверской области, Россия |
| Тверь          | Центр одноимённой губернии           | Город, центр Тверской области, Россия            |
| Торжок         | Центр Новоторжского уезда            | Город, районный центр в Тверской области, Россия |

### Тульская губерния
| город      | статус в 1926 году                   | современный статус                               |
| ---------- | ------------------------------------ | ------------------------------------------------ |
| Алексин    | Центр одноимённого уезда             | Город, районный центр в Тульской области, Россия |
| Белёв      | Центр одноимённого уезда             | Город, районный центр в Тульской области, Россия |
| Богородицк | Центр одноимённого уезда             | Город, районный центр в Тульской области, Россия |
| Венёв      | Центр одноимённого уезда             | Город, районный центр в Тульской области, Россия |
| Епифань    | Волостной центр в Богородицком уезде | Пгт в Тульской области, Россия                   |
| Ефремов    | Центр одноимённого уезда             | Город, районный центр в Тульской области, Россия |
| Одоев      | Волостной центр в Белёвском уезде    | Пгт, районный центр в Тульской области, Россия   |
| Плавск     | Центр одноимённого уезда             | Город, районный центр в Тульской области, Россия |
| Тула       | Центр одноимённой губернии           | Город, центр Тульской области, Россия            |
| Чернь      | Волостной центр в Плавском уезде     | Пгт, районный центр в Тульской области, Россия   |

### Ульяновская губерния
| город     | статус в 1926 году         | современный статус                                |
| --------- | -------------------------- | ------------------------------------------------- |
| Ардатов   | Центр одноимённого уезда   | Город, районный центр в Мордовии, Россия          |
| Сызрань   | Центр одноимённого уезда   | Город, районный центр в Самарской области, Россия |
| Ульяновск | Центр одноимённой губернии | Город, центр Ульяновской области, Россия          |

### Череповецкая губерния
| город     | статус в 1926 году                  | современный статус                                    |
| --------- | ----------------------------------- | ----------------------------------------------------- |
| Бабаево   | Волостной центр в Устюженском уезде | Город, районный центр в Вологодской области, Россия   |
| Белозерск | Центр одноимённого уезда            | Город, районный центр в Вологодской области, Россия   |
| Кириллов  | Центр одноимённого уезда            | Город, районный центр в Вологодской области, Россия   |
| Тихвин    | Центр одноимённого уезда            | Город, районный центр в Ленинградской области, Россия |
| Устюжна   | Центр одноимённого уезда            | Город, районный центр в Вологодской области, Россия   |
| Череповец | Центр одноимённой губернии          | Город, районный центр в Вологодской области, Россия   |

### Ярославская губерния
| город               | статус в 1926 году                  | современный статус                                             |
| ------------------- | ----------------------------------- | -------------------------------------------------------------- |
| Данилов             | Центр одноимённого уезда            | Город, районный центр в Ярославской области, Россия            |
| Любим               | Волостной центр в Даниловском уезде | Город, районный центр в Ярославской области, Россия            |
| Молога              | Центр одноимённого уезда            | Затоплен водами Рыбинского водохранилища                       |
| Мышкин              | Волостной центр в Рыбинском уезде   | Город, районный центр в Ярославской области, Россия            |
| Пошехонье-Володарск | Центр одноимённого уезда            | Пошехонье. Город, районный центр в Ярославской области, Россия |
| Ростов              | Центр одноимённого уезда            | Город, районный центр в Ярославской области, Россия            |
| Рыбинск             | Центр одноимённого уезда            | Город, районный центр в Ярославской области, Россия            |
| Тутаев              | Волостной центр в Ярославском уезде | Город, районный центр в Ярославской области, Россия            |
| Углич               | Центр одноимённого уезда            | Город, районный центр в Ярославской области, Россия            |
| Ярославль           | Центр одноимённой губернии          | Город, центр Ярославской области, Россия                       |

### Северо-Кавказский край
| город            | статус в 1926 году                          | современный статус                                             |
| ---------------- | ------------------------------------------- | -------------------------------------------------------------- |
| Анапа            | Районный центр в Черноморском округе        | Город краевого подчинения в Краснодарском крае, Россия         |
| Армавир          | Центр одноимённого округа                   | Город краевого подчинения в Краснодарском крае, Россия         |
| Владикавказ      | Центр краевого подчинения                   | Город, центр Республики Северная Осетия, Россия                |
| Георгиевск       | Районный центр в Терском округе             | Город краевого подчинения в Ставропольском крае, Россия        |
| Горячий Ключ     | Районный центр в Кубанском округе           | Город краевого подчинения в Краснодарском крае, Россия         |
| Грозный          | Центр краевого подчинения                   | Город, центр Чеченской Республики, Россия                      |
| Ейск             | Районный центр в Донском округе             | Город, районный центр в Краснодарском крае, Россия             |
| Ессентуки        | Районный центр в Терском округе             | Город краевого подчинения в Ставропольском крае, Россия        |
| Железноводск     | Город окружного подчинения в Терском округе | Город краевого подчинения в Ставропольском крае, Россия        |
| Кисловодск       | Районный центр в Терском округе             | Город краевого подчинения в Ставропольском крае, Россия        |
| Краснодар        | Центр Кубанского округа                     | Город, центр Краснодарского края, Россия                       |
| Кропоткин        | Районный центр в Армавирском округе         | Город, районный центр в Краснодарском крае, Россия             |
| Майкоп           | Центр одноимённого округа                   | Город, центр Республики Адыгея, Россия                         |
| Миллерово        | Центр Донецкого округа                      | Город, районный центр в Ростовской области, Россия             |
| Минеральные Воды | Районный центр в Терском округе             | Город, центр одноименного округа в Ставропольском крае, Россия |
| Моздок           | Районный центр в Терском округе             | Город, районный центр в Северной Осетии, Россия                |
| Новороссийск     | Центр Черноморского округа                  | Город краевого подчинения в Краснодарском крае, Россия         |
| Новочеркасск     | Районный центр в Донском округе             | Город областного подчинения в Ростовской области, Россия       |
| Прикумск         | Районный центр в Терском округе             | Будённовск. Город, районный центр в Ставропольском крае        |
| Пятигорск        | Центр Терского округа                       | Город краевого подчинения в Ставропольском крае, Россия        |
| Ростов-на-Дону   | Центр Северо-Кавказского края               | Город, центр Ростовской области, Россия                        |
| Сочи             | Районный центр в Черноморском округе        | Город краевого подчинения в Краснодарском крае, Россия         |
| Ставрополь       | Центр одноимённого округа                   | Город, центр Ставропольского края, Россия                      |
| Таганрог         | Центр одноимённого округа                   | Город областного подчинения в Ростовской области, Россия       |
| Темрюк           | Районный центр в Кубанском округе           | Город, районный центр в Краснодарском крае, Россия             |
| Тихорецк         | Районный центр в Кубанском округе           | Город, районный центр в Краснодарском крае, Россия             |
| Туапсе           | Районный центр в Черноморском округе        | Город, районный центр в Краснодарском крае, Россия             |
| Шахты            | Центр Шахтинско-Донецког округа             | Город областного подчинения в Ростовской области, Россия       |

#### Кабардино-Балкарская АО
| город   | статус в 1926 году            | современный статус                                 |
| ------- | ----------------------------- | -------------------------------------------------- |
| Нальчик | Центр Кабардино-Балкарской АО | Город, центр Республики Кабардино-Балкария, Россия |

#### Карачаево-Черкесская АО
| город        | статус в 1926 году            | современный статус                                           |
| ------------ | ----------------------------- | ------------------------------------------------------------ |
| Баталпашинск | Центр Карачаево-Черкесской АО | Черкесск. Город, центр Республики Карачаево-Черкесия, Россия |

### Сибирский край
| город           | статус в 1926 году                                    | современный статус                                                     |
| --------------- | ----------------------------------------------------- | ---------------------------------------------------------------------- |
| Ачинск          | Центр одноимённого округа                             | Город, районный центр в Красноярском крае, Россия                      |
| Барабинск       | Центр одноимённого округа                             | Город, районный центр в Новосибирской области, Россия                  |
| Барнаул         | Центр одноимённого округа                             | Город, центр Алтайского края, Россия                                   |
| Бийск           | Центр одноимённого округа                             | Город, районный центр в Алтайском крае, Россия                         |
| Енисейск        | Районный центр в Красноярском округе                  | Город, районный центр в Красноярском крае, Россия                      |
| Камень          | Центр одноимённого округа                             | Камень-на-Оби. Город, районный центр в Алтайском крае, Россия          |
| Канск           | Центр одноимённого округа                             | Город, районный центр в Красноярском крае, Россия                      |
| Красноярск      | Центр одноимённого округа                             | Город, центр Красноярского края, Россия                                |
| Кузнецк         | Районный центр в Кузнецком округе                     | Новокузнецк. Город, районный центр в Кемеровской области, Россия       |
| Ленинск         | Районный центр в Кузнецком округе                     | Ленинск-Кузнецкий. Город, районный центр в Кемеровской области, Россия |
| Минусинск       | Центр одноимённого округа                             | Город, районный центр в Красноярском крае, Россия                      |
| Ново-Николаевск | Центр Сибирского края                                 | Новосибирск. Город, центр Новосибирской области, Россия                |
| Омск            | Центр одноимённого округа                             | Город, центр Омской области, Россия                                    |
| Славгород       | Центр одноимённого округа                             | Город, районный центр в Алтайском крае, Россия                         |
| Тара            | Центр одноимённого округа                             | Город, районный центр в Омской области, Россия                         |
| Татарск         | Районный центр в Барабинском округе                   | Город, районный центр в Новосибирской области, Россия                  |
| Томск           | Центр одноимённого округа                             | Город, центр Томской области, Россия                                   |
| Черепаново      | Город окружного подчинения в Ново-Николаевском округе | Город, районный центр в Красноярском крае, Россия                      |
| Щегловск        | Центр Кузнецкого округа                               | Кемерово. Город, центр Кемеровской области, Россия                     |

#### Иркутская губерния
| город     | статус в 1926 году                      | современный статус                                                  |
| --------- | --------------------------------------- | ------------------------------------------------------------------- |
| Бодайбо   | Центр одноимённого промышленного района | Город, районный центр в Иркутской области, Россия                   |
| Зима      | Волостной центр в Тулунском округе      | Город, районный центр в Иркутской области, Россия                   |
| Иркутск   | Центр одноимённой губернии              | Город, центр Иркутской области, Россия                              |
| Киренск   | Центр одноимённого округа               | Город, районный центр в Иркутской области, Россия                   |
| Тулун     | Центр одноимённого округа               | Город, районный центр в Иркутской области, Россия                   |
| Усолье    | Волостной центр в Иркутском округе      | Усолье-Сибирское. Город, районный центр в Иркутской области, Россия |
| Черемхово | Волостной центр в Иркутском округе      | Город, районный центр в Иркутской области, Россия                   |

### Уральская область
| город         | статус в 1926 году                     | современный статус                                                      |
| ------------- | -------------------------------------- | ----------------------------------------------------------------------- |
| Алапаевск     | Районный центр в Тагильском округе     | Город, районный центр в Свердловской области, Россия                    |
| Берёзов       | Районный центр в Тобольском округе     | Берёзово. Пгт, районный центр в Ханты-Мансийском АО, Россия             |
| Верхнеуральск | Районный центр в Троицком округе       | Город, районный центр в Челябинской области, Россия                     |
| Верхотурье    | Районный центр в Тагильском округе     | Город, районный центр в Свердловской области, Россия                    |
| Воткинск      | Районный центр в Сарапульском округе   | Город, районный центр в Удмуртии, Россия                                |
| Далматов      | Районный центр в Курганском округе     | Далматово. Город, районный центр в Курганской области, Россия           |
| Златоуст      | Центр одноимённого округа              | Город областного подчинения в Челябинской области, Россия               |
| Ирбит         | Центр одноимённого округа              | Город, районный центр в Свердловской области, Россия                    |
| Ишим          | Центр одноимённого округа              | Город, районный центр в Тюменской области, Россия                       |
| Каменск       | Районный центр в Курганском округе     | Каменск-Уральский. Город, районный центр в Свердловской области, Россия |
| Камышлов      | Районный центр в Курганском округе     | Город, районный центр в Свердловской области, Россия                    |
| Каргаполье    | Районный центр в Курганском округе     | Пгт, районный центр в Курганской области, Россия                        |
| Кизел         | Районный центр в Верхкамском округе    | Город, районный центр в Пермском крае, Россия                           |
| Красноуфимск  | Районный центр в Кунгурском округе     | Город, районный центр в Свердловской области, Россия                    |
| Кунгур        | Центр одноимённого округа              | Город, районный центр в Пермском крае, Россия                           |
| Курган        | Центр одноимённого округа              | Город, центр Курганской области, Россия                                 |
| Кушва         | Районный центр в Тагильском округе     | Город, районный центр в Свердловской области, Россия                    |
| Кыштым        | Районный центр в Свердловском округе   | Город областного подчинения в Челябинской области, Россия               |
| Миасс         | Районный центр в Златоустовском округе | Город областного подчинения в Челябинской области, Россия               |
| Надеждинск    | Районный центр в Тагильском округе     | Серов. Город, районный центр в Свердловской области, Россия             |
| Невьянск      | Районный центр в Свердловском округе   | Город, районный центр в Свердловской области, Россия                    |
| Нижний Тагил  | Центр Тагильского округа               | Город, районный центр в Свердловской области, Россия                    |
| Обдорск       | Районный центр в Тобольском округе     | Салехард. Город, центр Ямало-Ненецкого АО, Россия                       |
| Оса           | Районный центр в Сарапульском округе   | Город, районный центр в Пермском крае, Россия                           |
| Оханск        | Районный центр в Пермском округе       | Город, районный центр в Пермском крае, Россия                           |
| Пермь         | Центр одноимённого округа              | Город, центр Пермского края, Россия                                     |
| Сарапул       | Центр одноимённого округа              | Город, районный центр в Удмуртии, Россия                                |
| Свердловск    | Центр Уральской области                | Екатеринбург. Город, центр Свердловской области, Россия                 |
| Соликамск     | Районный центр в Верхкамском округе    | Город, районный центр в Пермском крае, Россия                           |
| Сургут        | Районный центр в Тобольском округе     | Город, районный центр в Ханты-Мансийском АО, Россия                     |
| Тобольск      | Центр одноимённого округа              | Город, районный центр в Тюменской области, Россия                       |
| Троицк        | Центр одноимённого округа              | Город, районный центр в Челябинской области, Россия                     |
| Туринск       | Районный центр в Ирбитском округе      | Город, районный центр в Свердловской области, Россия                    |
| Тюмень        | Центр одноимённого округа              | Город, центр Тюменской области, Россия                                  |
| Усолье        | Центр Верхкамского округа              | Город, районный центр в Пермском крае, Россия                           |
| Челябинск     | Центр одноимённого округа              | Город, центр Челябинской области, Россия                                |
| Чердынь       | Районный центр в Верхкамском округе    | Город, районный центр в Пермском крае, Россия                           |
| Шадринск      | Центр одноимённого округа              | Город, районный центр в Курганской области, Россия                      |
| Ялуторовск    | Районный центр в Тюменском округе      | Город, районный центр в Тюменской области, Россия                       |

### Вотская АО
| город  | статус в 1926 году       | современный статус                       |
| ------ | ------------------------ | ---------------------------------------- |
| Глазов | Центр одноимённого уезда | Город, районный центр в Удмуртии, Россия |
| Ижевск | Центр одноимённого уезда | Город, центр Республики Удмуртия, Россия |

### Киргизская АО
| город       | статус в 1926 году        | современный статус                             |
| ----------- | ------------------------- | ---------------------------------------------- |
| Джалял-Абад | Центр одноимённого округа | Джалал-Абад. Город, областной центр в Киргизии |
| Каракол     | Центр одноимённого округа | Город, областной центр в Киргизии              |
| Ош          | Центр одноимённого округа | Город, областной центр в Киргизии              |
| Пишпек      | Центр автономной области  | Бишкек. Город, столица Киргизии                |

### Коми (Зырян) АО
| город         | статус в 1926 году       | современный статус                              |
| ------------- | ------------------------ | ----------------------------------------------- |
| Усть-Сысольск | Центр автономной области | Сыктывкар. Город, центр Республики Коми, Россия |

### Марийская АО
| город          | статус в 1926 году         | современный статус                                   |
| -------------- | -------------------------- | ---------------------------------------------------- |
| Козьмодемьянск | Центр одноимённого кантона | Город, районный центр в Марий Эл, Россия             |
| Краснококшайск | Центр автономной области   | Йошкар-Ола. Город, центр Республики Марий Эл, Россия |

### Башкирская АССР
| город       | статус в 1926 году              | современный статус                       |
| ----------- | ------------------------------- | ---------------------------------------- |
| Белебей     | Центр одноимённого кантона      | Город, районный центр в Башкирии, Россия |
| Белорецк    | Центр Тамьян-Катайского кантона | Город, районный центр в Башкирии, Россия |
| Бирск       | Центр одноимённого кантона      | Город, районный центр в Башкирии, Россия |
| Стерлитамак | Центр одноимённого кантона      | Город, районный центр в Башкирии, Россия |
| Уфа         | Центр Башкирской АССР           | Город, центр Башкирии, Россия            |

### Бурят-Монгольская АССР
| город         | статус в 1926 году        | современный статус                             |
| ------------- | ------------------------- | ---------------------------------------------- |
| Баргузин      | Центр одноимённого аймака | Село, районный центр в Бурятии, Россия         |
| Верхнеудинск  | Центр одноимённого уезда  | Улан-Удэ. Город, центр Бурятии, Россия         |
| Троицко-Савск | Центр одноимённого аймака | Кяхта. Город, районный центр в Бурятии, Россия |

### Дагестанская АССР
| город     | статус в 1926 году        | современный статус                        |
| --------- | ------------------------- | ----------------------------------------- |
| Буйнакск  | Центр одноимённого района | Город, районный центр в Дагестане, Россия |
| Дербент   | Центр одноимённого района | Город, районный центр в Дагестане, Россия |
| Кизляр    | Центр одноимённого округа | Город, районный центр в Дагестане, Россия |
| Махачкала | Центр одноимённого района | Город, центр Дагестана, Россия            |

### Казакская АССР
| город                | статус в 1926 году                          | современный статус                            |
| -------------------- | ------------------------------------------- | --------------------------------------------- |
| Кустанай             | Центр одноимённого округа                   | Костанай. Город, областной центр в Казахстане |
| Уил                  | Центр Адаевского уезда                      | Село, районный центр в Казахстане             |
| форт Александровский | Город уездного подчинения в Адаевском уезде | Город, районный центр в Казахстане            |

#### Акмолинская губерния
| город         | статус в 1926 году         | современный статус                            |
| ------------- | -------------------------- | --------------------------------------------- |
| Акмолинск     | Центр одноимённого уезда   | Астана. Город, столица Казахстана             |
| Кокчетав      | Центр одноимённого уезда   | Кокшетау. Город, областной центр в Казахстане |
| Петропавловск | Центр Акмолинской губернии | Город, областной центр в Казахстане           |

#### Актюбинская губерния
| город     | статус в 1926 году         | современный статус                          |
| --------- | -------------------------- | ------------------------------------------- |
| Актюбинск | Центр одноимённой губернии | Актобе. Город, областной центр в Казахстане |
| Темир     | Центр одноимённого уезда   | Город районного подчинения в Казахстане     |
| Тургай    | Центр одноимённого уезда   | Село, районный центр в Казахстане           |

#### Джетысуйская губерния
| город        | статус в 1926 году          | современный статус                               |
| ------------ | --------------------------- | ------------------------------------------------ |
| Алма-Ата     | Центр Джетысуйской губернии | Город республиканского подчинения в Казахстане   |
| Джаркент     | Центр одноимённого уезда    | Жаркент. Город, районный центр в Казахстане      |
| Лепсинск     | Центр Учаральского уезда    | Село в Казахстане                                |
| Талды-Курган | Центр одноимённого уезда    | Талдыкорган. Город, областной центр в Казахстане |

#### Семипалатинская губерния
| город            | статус в 1926 году         | современный статус                        |
| ---------------- | -------------------------- | ----------------------------------------- |
| Зайсан           | Центр одноимённого уезда   | Город, районный центр в Казахстане        |
| Каркаралинск     | Центр одноимённого уезда   | Город, районный центр в Казахстане        |
| Павлодар         | Центр одноимённого уезда   | Город, областной центр в Казахстане       |
| Семипалатинск    | Центр одноимённой губернии | Семей. Город, районный центр в Казахстане |
| Усть-Каменогорск | Центр одноимённого уезда   | Город, областной центр в Казахстане       |

#### Сыр-Дарьинская губерния
| город     | статус в 1926 году            | современный статус                             |
| --------- | ----------------------------- | ---------------------------------------------- |
| Аулиэ-Ата | Центр одноимённого уезда      | Тараз. Город, областной центр в Казахстане     |
| Казалинск | Центр одноимённого уезда      | Город, районный центр в Казахстане             |
| Кзыл-Орда | Центр одноимённого уезда      | Кызылорда. Город, областной центр в Казахстане |
| Туркестан | Центр одноимённого уезда      | Город, районный центр в Казахстане             |
| Чимкент   | Центр Сыр-Дарьинской губернии | Шымкент. Город, областной центр в Казахстане   |

#### Уральская губерния
| город   | статус в 1926 году         | современный статус                                  |
| ------- | -------------------------- | --------------------------------------------------- |
| Гурьев  | Центр одноимённого уезда   | Атырау. Город, областной центр в Казахстане         |
| Илек    | Центр одноимённого уезда   | Село, районный центр в Оренбургской области, Россия |
| Уральск | Центр одноимённой губернии | Город, областной центр в Казахстане                 |

#### Кара-Калпакская АО
| город    | статус в 1926 году        | современный статус                                  |
| -------- | ------------------------- | --------------------------------------------------- |
| Кунград  | Центр одноимённого округа | Город, районный центр в Каракалпакстане, Узбекистан |
| Турткуль | Центр Кара-Калпакской АО  | Город, районный центр в Каракалпакстане, Узбекистан |
| Ходжейли | Центр одноимённого округа | Город, районный центр в Каракалпакстане, Узбекистан |
| Чимбай   | Центр одноимённого округа | Город, районный центр в Каракалпакстане, Узбекистан |

### Карельская АССР
| город        | статус в 1926 году              | современный статус                                 |
| ------------ | ------------------------------- | -------------------------------------------------- |
| Кемь         | Центр одноимённого уезда        | Город, районный центр в Карелии, Россия            |
| Олонец       | Центр одноимённого уезда        | Город, районный центр в Карелии, Россия            |
| Петрозаводск | Центр Карельской АССР           | Город, центр Карелии, Россия                       |
| Повенец      | Центр одноимённого уезда        | Пгт в Карелии, Россия                              |
| Пудож        | Центр одноимённого уезда        | Город, районный центр в Карелии, Россия            |
| Сорока       | Волостной центр в Кемском уезде | Беломорск. Город, районный центр в Карелии, Россия |

### Крымская АССР
| город       | статус в 1926 году        | современный статус                                                                                               |
| ----------- | ------------------------- | --- |
| Бахчисарай  | Центр одноимённого района | Город, районный центр в Крыму                                                                                    |
| Джанкой     | Центр одноимённого района | Город, районный центр в Крыму                                                                                    |
| Евпатория   | Центр одноимённого района | Город республиканского подчинения в (Автономной) Республике Крым                                                 |
| Карасубазар | Центр одноимённого района | Белогорск. Город, районный центр в Крыму                                                                         |
| Керчь       | Центр одноимённого района | Город республиканского подчинения в Крыму                                                                        |
| Севастополь | Центр одноимённого района | Город федерального значения в России, город со специальным статусом на Украине (см. правовой статус Севастополя) |
| Симферополь | Центр Крымской АССР       | Город, центр (Автономной) Республики Крым                                                                        |
| Судак       | Центр одноимённого района | Город республиканского подчинения в Крыму                                                                        |
| Феодосия    | Центр одноимённого района | Город республиканского подчинения в Крыму                                                                        |
| Ялта        | Центр одноимённого района | Город республиканского подчинения в Крыму                                                                        |

### АССР немцев Поволжья
| город      | статус в 1926 году         | современный статус                                                 |
| ---------- | -------------------------- | ------------------------------------------------------------------ |
| Бальцер    | Центр одноимённого кантона | Красноармейск. Город, районный центр в Саратовской области, Россия |
| Марксштадт | Центр одноимённого кантона | Маркс. Город, районный центр в Саратовской области, Россия         |
| Покровск   | Центр АССР немцев Поволжья | Энгельс. Город, районный центр в Саратовской области, Россия       |

### Татарская АССР
| город      | статус в 1926 году                   | современный статус                                           |
| ---------- | ------------------------------------ | ------------------------------------------------------------ |
| Агрыз      | Волостной центр в Елабужском кантоне | Город, районный центр в Татарстане, Россия                   |
| Арск       | Центр одноимённого кантона           | Город, районный центр в Татарстане, Россия                   |
| Бугульма   | Центр одноимённого кантона           | Город, районный центр в Татарстане, Россия                   |
| Буинск     | Центр одноимённого кантона           | Город, районный центр в Татарстане, Россия                   |
| Елабуга    | Центр одноимённого кантона           | Город, районный центр в Татарстане, Россия                   |
| Казань     | Центр Татарской АССР                 | Город, центр Татарстана, Россия                              |
| Лаишев     | Центр одноимённого кантона           | Лаишево. Город, районный центр в Татарстане, Россия          |
| Мамадыш    | Центр одноимённого кантона           | Город, районный центр в Татарстане, Россия                   |
| Мензелинск | Центр одноимённого кантона           | Город, районный центр в Татарстане, Россия                   |
| Свияжск    | Центр одноимённого кантона           | Село в Татарстане, Россия                                    |
| Спасск     | Центр одноимённого кантона           | Болгар. Город, районный центр в Татарстане, Россия           |
| Тетюши     | Центр одноимённого кантона           | Город, районный центр в Татарстане, Россия                   |
| Челны      | Центр одноимённого кантона           | Набережные Челны. Город, районный центр в Татарстане, Россия |
| Чистополь  | Центр одноимённого кантона           | Город, районный центр в Татарстане, Россия                   |

### Чувашская АССР
| город            | статус в 1926 году                  | современный статус                      |
| ---------------- | ----------------------------------- | --------------------------------------- |
| Алатырь          | Центр одноимённого уезда            | Город, районный центр в Чувашии, Россия |
| Мариинский Посад | Волостной центр Чебоксарского уезда | Город, районный центр в Чувашии, Россия |
| Цивильск         | Центр одноимённого уезда            | Город, районный центр в Чувашии, Россия |
| Чебоксары        | Центр Чувашской АССР                | Город, центр Чувашии, Россия            |
| Ядрин            | Центр одноимённого уезда            | Город, районный центр в Чувашии, Россия |

### Якутская АССР
| город     | статус в 1926 году        | современный статус                                    |
| --------- | ------------------------- | ----------------------------------------------------- |
| Верхоянск | Центр одноимённого округа | Город, районный центр в Якутии, Россия                |
| Вилюйск   | Центр одноимённого округа | Город, районный центр в Якутии, Россия                |
| Колымск   | Центр одноимённого округа | Среднеколымск. Город, районный центр в Якутии, Россия |
| Олёкминск | Центр одноимённого округа | Город, районный центр в Якутии, Россия                |
| Якутск    | Центр Якутской АССР       | Город, центр Якутии, Россия                           |

## Туркменская ССР
| город       | статус в 1926 году                  | современный статус                                  |
| ----------- | ----------------------------------- | --------------------------------------------------- |
| Казанджик   | Районный центр в Полторацком округе | Берекет. Город, районный центр в Туркменистане      |
| Келиф       | Районный центр в Керкинском округе  | Село в Туркменистане                                |
| Керки       | Центр одноимённого округа           | Город, районный центр в Туркменистане               |
| Красноводск | Районный центр в Полторацком округе | Туркменбашы. Город, районный центр в Туркменистане  |
| Ленинск     | Центр одноимённого округа           | Туркменабад. Город, областной центр в Туркменистане |
| Мерв        | Центр одноимённого округа           | Мары. Город, областной центр в Туркменистане        |
| Полторацк   | Центр Туркменской ССР               | Ашхабад. Город, столица Туркменистана               |
| Ташауз      | Центр одноимённого округа           | Дашогуз. Город, областной центр в Туркменистане     |
| Теджен      | Районный центр в Мервском округе    | Город, районный центр в Туркменистане               |

## Узбекская ССР
| город         | статус в 1926 году                       | современный статус                               |
| ------------- | ---------------------------------------- | ------------------------------------------------ |
| Андижан       | Центр одноимённого уезда                 | Город, областной центр в Узбекистане             |
| Байсун        | Центр одноимённого уезда                 | Город, районный центр в Узбекистане              |
| Бек-Буди      | Центр Кашка-Дарьинской области           | Карши. Город, областной центр в Узбекистане      |
| Гиждуван      | Центр одноимённого уезда                 | Город, районный центр в Узбекистане              |
| Гузар         | Центр одноимённого уезда                 | Город, районный центр в Узбекистане              |
| Гурлен        | Центр одноимённого уезда                 | Пгт, районный центр в Узбекистане                |
| Джизак        | Центр одноимённого уезда                 | Город, областной центр в Узбекистане             |
| Катта-Курган  | Центр одноимённого уезда                 | Каттакурган. Город, районный центр в Узбекистане |
| Канибадам     | Центр одноимённого района                | Город, районный центр в Таджикистане             |
| Кенимех       | Центр района республиканского подчинения | Канимех. Пгт, районный центр в Узбекистане       |
| Кермине       | Центр одноимённого уезда                 | Навои. Город, областной центр в Узбекистане      |
| Коканд        | Центр Ферганской области                 | Город, районный центр в Узбекистане              |
| Мирза-Чуль    | Центр одноимённого уезда                 | Гулистан. Город, областной центр в Узбекистане   |
| Наманган      | Центр одноимённого уезда                 | Город, областной центр в Узбекистане             |
| Новый Ургенч  | Центр одноимённого уезда                 | Ургенч. Город, областной центр в Узбекистане     |
| Нур-Ата       | Центр одноимённого уезда                 | Нурата. Город, районный центр в Узбекистане      |
| Самарканд     | Столица Узбекской ССР                    | Город, областной центр в Узбекистане             |
| Старая Бухара | Центр Зеравшанской области               | Бухара. Город, областной центр в Узбекистане     |
| Ташкент       | Центр одноимённой области                | Город, столица Узбекистана                       |
| Фергана       | Центр одноимённого уезда                 | Город, областной центр в Узбекистане             |
| Хива          | Центр Хорезмской области                 | Город, районный центр в Узбекистане              |
| Ходжент       | Центр одноимённого уезда                 | Худжанд. Город, областной центр в Таджикистане   |
| Шахрисябз     | Центр одноимённого уезда                 | Шахрисабз. Город, районный центр в Узбекистане   |
| Ширабад       | Центр Сурхан-Дарьинской области          | Шерабад. Город, районный центр в Узбекистане     |
| Шурахан       | Центр одноимённого уезда                 | Село в Узбекистане                               |
| Юрчи          | Центр одноимённого уезда                 | Село в Узбекистане                               |

### Таджикская АССР
| город       | статус в 1926 году                 | современный статус                               |
| ----------- | ---------------------------------- | ------------------------------------------------ |
| Гарм        | Центр одноимённого вилайета        | Пгт, районный центр в Таджикистане               |
| Дюшамбе     | Центр Таджикской АССР              | Душанбе. Город, столица Таджикистана             |
| Куляб       | Центр одноимённого вилайета        | Город, областной центр в Таджикистане            |
| Курган-Тюбе | Центр одноимённого вилайета        | Бохтар. Город, районный центр в Таджикистане     |
| Пенджикент  | Центр одноимённого вилайета        | Город, районный центр в Таджикистане             |
| Ура-Тюбе    | Центр одноимённого вилайета        | Истаравшан. Город, районный центр в Таджикистане |
| Хорог       | Центр Горно-Бадахшанского вилайета | Город, областной центр в Таджикистане            |

## Украинская ССР
| город              | статус в 1926 году                        | современный статус                               |
| ------------------ | ----------------------------------------- | ------------------------------------------------ |
| Александрия        | Районный центр в Кременчугском округе     | Город, районный центр на Украине                 |
| Артёмовск          | Центр одноимённого округа                 | Бахмут. Город, районный центр на Украине         |
| Ахтырка            | Районный центр в Харьковском округе       | Город, районный центр на Украине                 |
| Белая Церковь      | Центр одноимённого округа                 | Город, районный центр на Украине                 |
| Белополье          | Районный центр в Сумском округе           | Город, районный центр на Украине                 |
| Бердичев           | Центр одноимённого округа                 | Город, районный центр на Украине                 |
| Бердянск           | Районный центр в Мариупольском округе     | Город, районный центр на Украине                 |
| Богодухов          | Районный центр в Харьковском округе       | Город, районный центр на Украине                 |
| Богуслав           | Районный центр в Белоцерковском округе    | Город, районный центр на Украине                 |
| Винница            | Центр одноимённого округа                 | Город, областной центр на Украине                |
| Волчанск           | Районный центр в Харьковском округе       | Город, районный центр на Украине                 |
| Гадяч              | Районный центр в Роменском округе         | Город, районный центр на Украине                 |
| Гайсин             | Районный центр в Тульчинском округе       | Город, районный центр на Украине                 |
| Глухов             | Центр одноимённого округа                 | Город, районный центр на Украине                 |
| Дмитриевск         | Районный центр в Сталинском округе        | Макеевка. Город областного подчинения на Украине |
| Екатеринослав      | Центр одноимённого округа                 | Днепр. Город, областной центр на Украине         |
| Енакиево           | Районный центр в Артёмовском округе       | Город областного подчинения на Украине           |
| Житомир            | Центр Волынского округа                   | Город, областной центр на Украине                |
| Жмеринка           | Районный центр в Винницком округе         | Город, районный центр на Украине                 |
| Запорожье          | Центр одноимённого округа                 | Город, областной центр на Украине                |
| Зеньков            | Районный центр в Полтавском округе        | Город, районный центр на Украине                 |
| Зиновьевск         | Центр одноимённого округа                 | Кропивницкий. Город, областной центр на Украине  |
| Золотоноша         | Районный центр в Черкасском округе        | Город, районный центр на Украине                 |
| Изюм               | Центр одноимённого округа                 | Город, районный центр на Украине                 |
| Изяславль          | Районный центр в Шепетовском округе       | Изяслав. Город, районный центр на Украине        |
| Каменец-Подольск   | Центр Каменецкого округа                  | Город, районный центр на Украине                 |
| Каменское          | Районный центр в Екатеринославском округе | Город областного подчинения на Украине           |
| Киев               | Центр Киевского округа                    | Город, столица Украины                           |
| Кобеляки           | Районный центр в Полтавском округе        | Город, районный центр на Украине                 |
| Конотоп            | Центр одноимённого округа                 | Город, районный центр на Украине                 |
| Коростень          | Центр одноимённого округа                 | Город, районный центр на Украине                 |
| Красноград         | Районный центр в Полтавском округе        | Город, районный центр на Украине                 |
| Кременчуг          | Центр одноимённого округа                 | Город, районный центр на Украине                 |
| Кривой Рог         | Центр одноимённого округа                 | Город, районный центр на Украине                 |
| Кролевец           | Районный центр в Конотопском округе       | Город, районный центр на Украине                 |
| Купянск            | Центр одноимённого округа                 | Город, районный центр на Украине                 |
| Лебедин            | Районный центр в Сумском округе           | Город, районный центр на Украине                 |
| Лохвица            | Районный центр в Роменском округе         | Город, районный центр на Украине                 |
| Лубны              | Центр одноимённого округа                 | Город, районный центр на Украине                 |
| Луганск            | Центр одноимённого округа                 | Город, областной центр на Украине                |
| Мариуполь          | Центр одноимённого округа                 | Город областного подчинения на Украине           |
| Мелитополь         | Центр одноимённого округа                 | Город, районный центр на Украине                 |
| Миргород           | Районный центр в Лубенском округе         | Город, районный центр на Украине                 |
| Могилёв-Подольский | Центр Могилёвского округа                 | Город, районный центр на Украине                 |
| Нежин              | Центр одноимённого округа                 | Город, районный центр на Украине                 |
| Николаев           | Центр одноимённого округа                 | Город, областной центр на Украине                |
| Никополь           | Районный центр в Криворожском округе      | Город, районный центр на Украине                 |
| Новоград-Волынский | Районный центр в Волынском округе         | Город, районный центр на Украине                 |
| Новгород-Северский | Районный центр в Глуховском округе        | Город, районный центр на Украине                 |
| Новомосковск       | Районный центр в Екатеринославском округе | Город, районный центр на Украине                 |
| Овруч              | Районный центр в Коростеньском округе     | Город, районный центр на Украине                 |
| Одесса             | Центр одноимённого округа                 | Город, областной центр на Украине                |
| Павлоград          | Центр одноимённого округа                 | Город, районный центр на Украине                 |
| Первомайск         | Центр одноимённого округа                 | Город, районный центр на Украине                 |
| Переяслав          | Районный центр в Киевском округе          | Город, районный центр на Украине                 |
| Пирятин            | Районный центр в Прилукском округе        | Город, районный центр на Украине                 |
| Полонное           | Районный центр в Шепетовском округе       | Город, районный центр на Украине                 |
| Полтава            | Центр одноимённого округа                 | Город, областной центр на Украине                |
| Прилуки            | Центр одноимённого округа                 | Город, районный центр на Украине                 |
| Проскуров          | Центр одноимённого округа                 | Хмельницкий. Город, областной центр на Украине   |
| Ромны              | Центр одноимённого округа                 | Город, районный центр на Украине                 |
| Славянск           | Районный центр в Артёмовском округе       | Город, районный центр на Украине                 |
| Сновск             | Районный центр в Черниговском округе      | Город, районный центр на Украине                 |
| Сталино            | Центр одноимённого округа                 | Донецк. Город, областной центр на Украине        |
| Старобельск        | Центр одноимённого округа                 | Город, районный центр на Украине                 |
| Староконстантинов  | Районный центр в Шепетовском округе       | Город, районный центр на Украине                 |
| Сумы               | Центр одноимённого округа                 | Город, областной центр на Украине                |
| Тульчин            | Центр одноимённого округа                 | Город, районный центр на Украине                 |
| Умань              | Центр одноимённого округа                 | Город, районный центр на Украине                 |
| Харьков            | Столица Украинской ССР                    | Город, областной центр на Украине                |
| Херсон             | Центр одноимённого округа                 | Город, областной центр на Украине                |
| Хорол              | Районный центр в Лубенском округе         | Город, районный центр на Украине                 |
| Черкассы           | Центр одноимённого округа                 | Город, областной центр на Украине                |
| Чернигов           | Центр одноимённого округа                 | Город, областной центр на Украине                |
| Шепетовка          | Центр одноимённого округа                 | Город, районный центр на Украине                 |
| Шостка             | Районный центр в Глуховском округе        | Город, районный центр на Украине                 |

### Молдавская АССР
| город   | статус в 1926 году    | современный статус               |
| ------- | --------------------- | -------------------------------- |
| Ананьев | Районный центр        | Город, районный центр на Украине |
| Балта   | Центр Молдавской АССР | Город, районный центр на Украине |